# 1924 en rugby à XV
Cette page présente les faits marquants de l'année 1924 en rugby à XV : les principales compétitions et évènements liés au rugby à XV et rugby à sept ainsi que les naissances et décès de grandes personnalités de ce sport.

## Principales compétitions
- Championnat de France (du ?? 1923 au 27 avril 1924)
- Tournoi des Cinq Nations (du 1er janvier au 27 avril 1924)

## Événements
La fédération écossaise de rugby à XV, alors appelée « Scottish Football Union » est renommée Scottish Rugby Union, qui demeure son nom officiel.

### Janvier
- 1er janvier : match d'ouverture du Tournoi des Cinq Nations. La France reçoit et vainc l'Écosse.
- 19 janvier : le pays de Galles reçoit l'Angleterre et se fait battre.
- 26 janvier : chez elle, l'Irlandegagne face à la France.

### Février
- 2 février : l'Écosse reçoit le pays de Galles et gagne.
- 9 février : l'Angleterre va gagner en Irlande.
- 23 février : l' Angleterre bat la France à domicile.
- 23 février : l'Irlande perd en Écosse.

### Mars
- 8 mars : le pays de Galles est défait par son hôte, l'Irlande.
- 15 mars : l'équipe d'Angleterre termine première du Tournoi des Cinq Nations 1924 en réalisant un Grand Chelem, soit quatre victoires pour quatre matches disputés. C'est son troisième Grand Chelem en quatre Tournois.
- 27 mars : dernier match du Tournoi entre la France et le pays de Galles qui en sort victorieux.

### Avril
- 27 avril : le Championnat de France de rugby à XV 1923-1924 est remporté par le Stade toulousain qui bat l'Union sportive perpignanaise en finale sur le score de 3 à 0. Le club toulousain conserve son titre acquis en 1923[1].

### Juin
- ? juin : le Cumberland champion d’Angleterre des comtés.

### Juillet
- 12 juillet : premier des 21 matches de la tournée des Lions en Afrique du Sud. Quatre de ces matches sont des tests dans lesquels les Springboks sont invaincus.

### Août
- 16 août : premier test à Durban, défaite des Lions.
- 23 août : deuxième test à Johannesbourg avec une défaite.

### Septembre
- 13 septembre : troisième test à Port Elizabeth pour un match nul.
- 20 septembre : dernier test au Cap et troisième victoire des Springboks.
- 25 septembre : fin de la tournée des Lions avec un dernier match contre la Western Province. C'est la huitième victoire des visiteurs en match de semaine.